# Salix tetrasperma
Espèce

Salix tetrasperma, le saule d'Inde ou le saule indien (Indian willow en anglais), est une espèce de plantes à fleurs de la famille des Salicaceae. C'est un saule originaire d'Asie.

## Synonymie
- Pleiarina populifolia N.Chao & J.Liu
- Pleiarina pyrina (Wall. ex Andersson) N.Chao & J.Liu
- Pleiarina tetrasperma (Roxb.) N. Chao & G.T. Gong
- Salix apiculata Anderss.
- Salix azaolana Blanco
- Salix calophylla Wall.
- Salix cuspidata D. Don
- Salix densa Wall.
- Salix glabrescens Lindl.
- Salix higelii Wimm. ex Anderss.
- Salix horsfieldiana Miq.
- Salix javanica Anderss.
- Salix lenta Fries
- Salix myurus Wimm. ex Anderss.
- Salix nilagirica Miq.
- Salix nobilis Fries
- Salix populifolia Anderss.
- Salix pyrina Wall.
- Salix suaveolens Arderss.
- Salix urophylla Lindl.
- Salix wallichii Wimm. ex Anderss.
- Salix zollingeri Miq.[1].

## Description

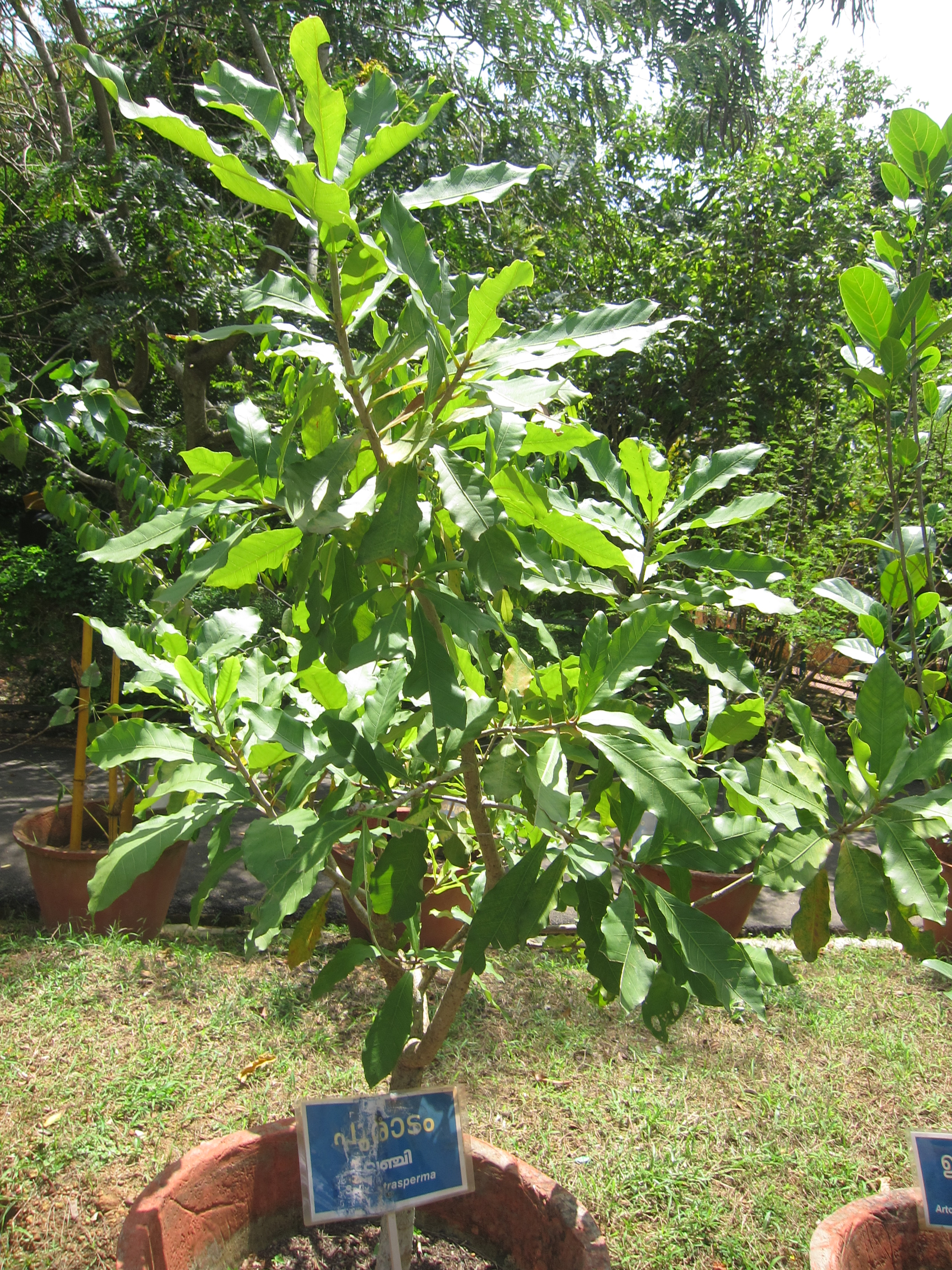
Arbre en pot.
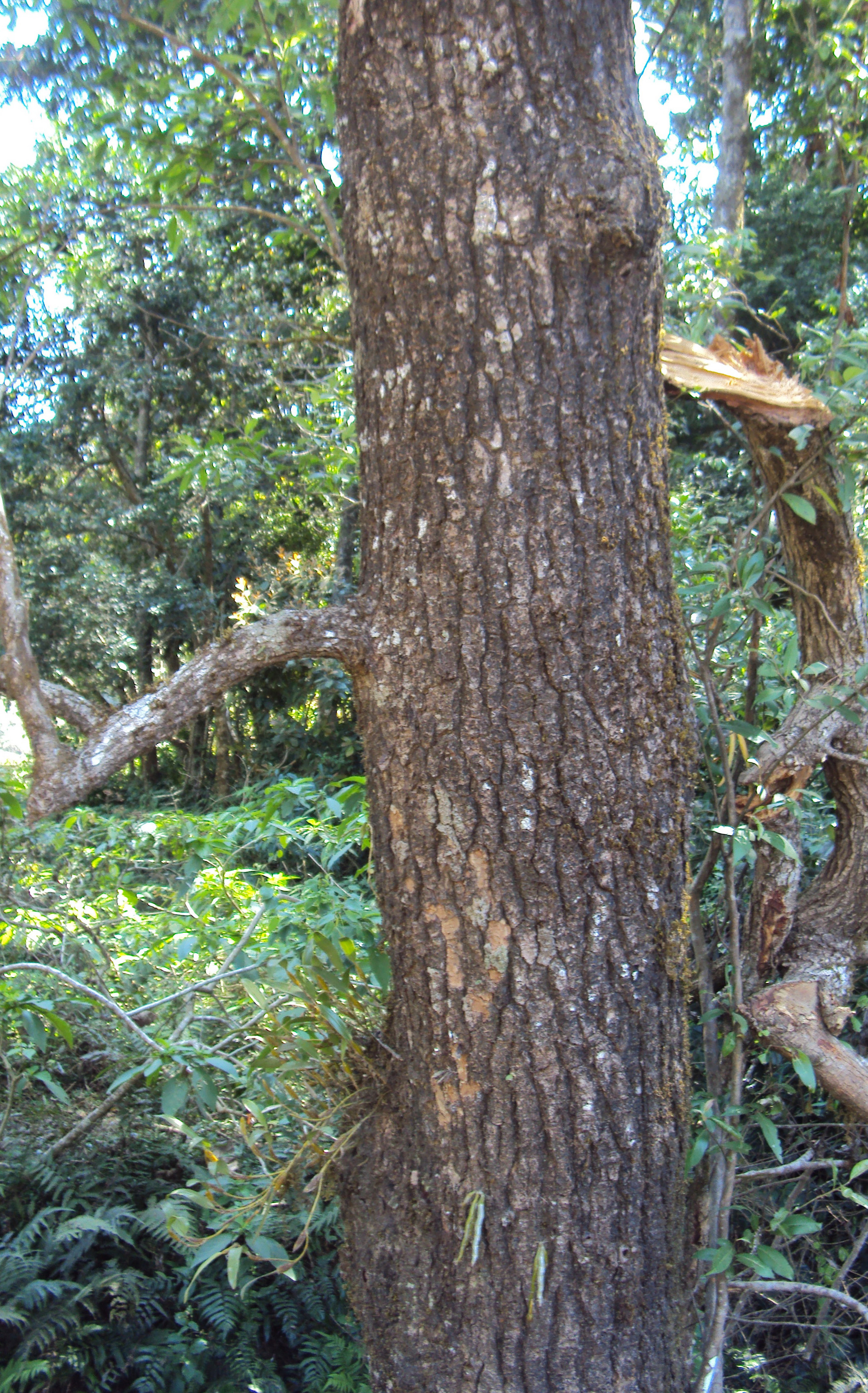
Écorce crevassée.
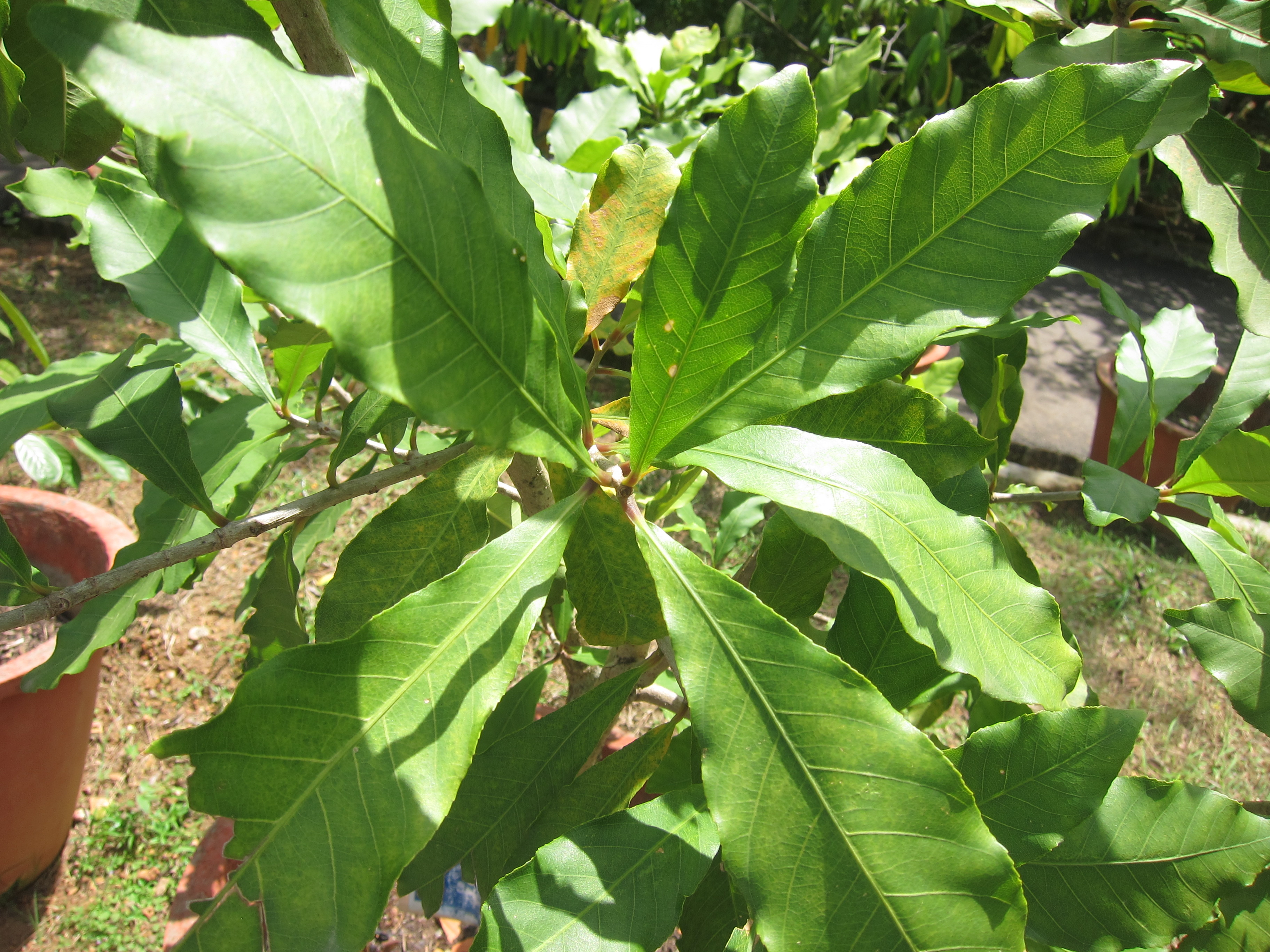
Dessus des feuilles.
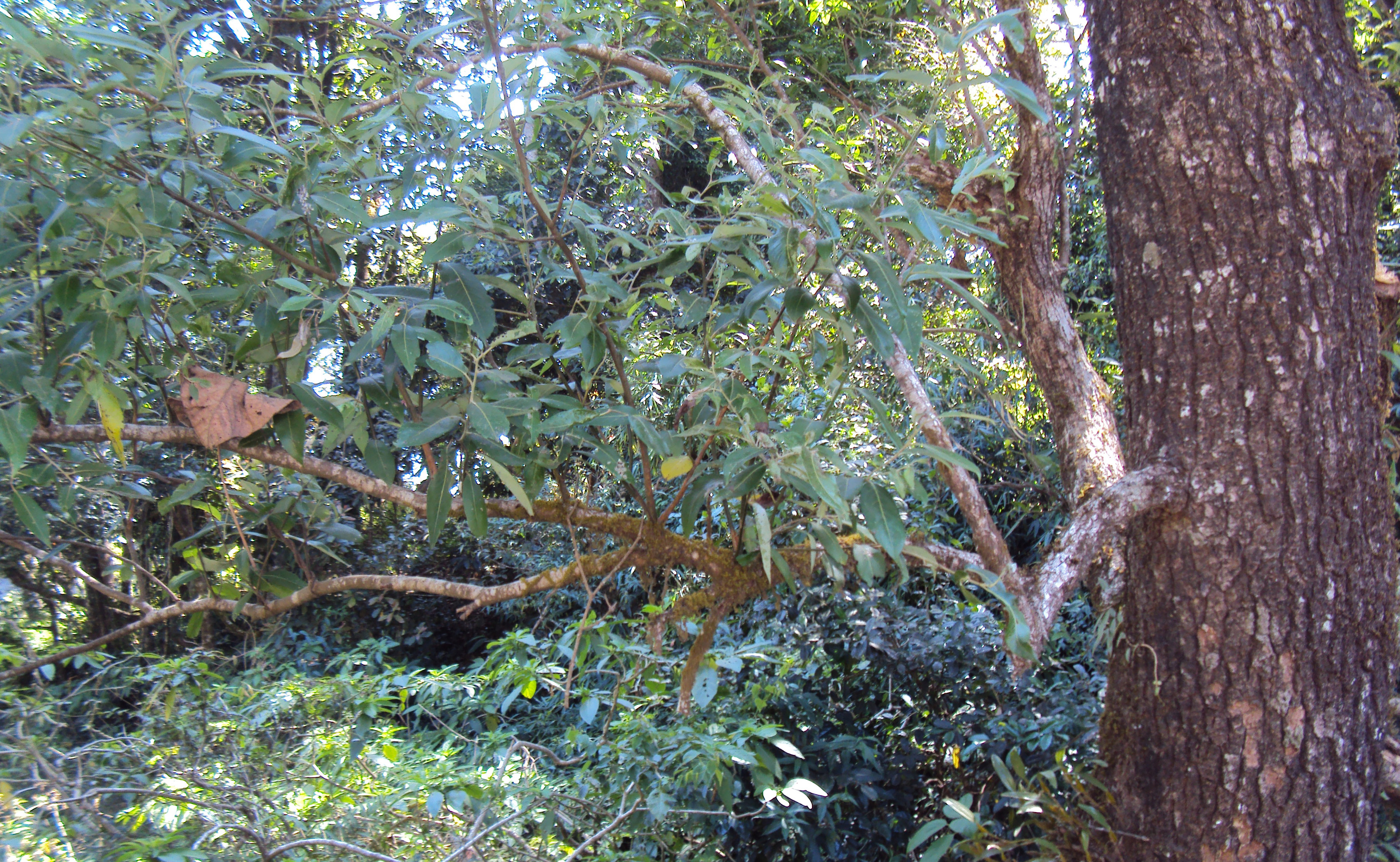
Habitat.

Le saule Indien est un arbre de taille moyenne, perdant ses feuilles à la fin de la saison des moussons. Il fleurit après la feuillaison. La floraison intervient de septembre à octobre ou en janvier-février.
L'écorce est rugueuse, avec de profondes fissures verticales. 
Les jeunes feuilles sont soyeuses. Les feuilles sont lancéolées, ou ovale-lancéolé, de 8-15 cm de long, avec des marges finement et régulièrement dentées.
Le doux chaton mâle est parfumé. Il mesure 5-10 cm de long. Les chatons femelles font de 8 à 12 cm de long.
Les capsules sont longues et sont disposées par groupes de 3 à 4.

## Répartition et habitat
L'arbre pousse dans de nombreuses régions d'Asie du sud et du sud-est dont l'Inde, le Pakistan, le Népal, le Laos et la Thaïlande. On le rencontre à une altitude inférieure à 1 800 m, en chine, dans le sud du Guangdong, le Hainan, le sud du Tibet, au sud et au sud-ouest du Yunnan, en Indonésie, en Malaisie, au Myanmar, dans les Philippines et au Vietnam.
Dans le Maharashtra, cet arbre est appelé walunj. Il peut être trouvé à Pune, Satara, Sangli et Kolhapur.
Il pousse dans des endroits humides et marécageux

## Utilisation
À Manipur, dans le nord de l'Inde, les jeunes fleurs de saule indien, connu localement sous le nom de  ঊযুম (ooyum), sont consommées. Elles sont considérées comme délicieuses.
L'écorce est parfois utilisée comme remède contre la fièvre.

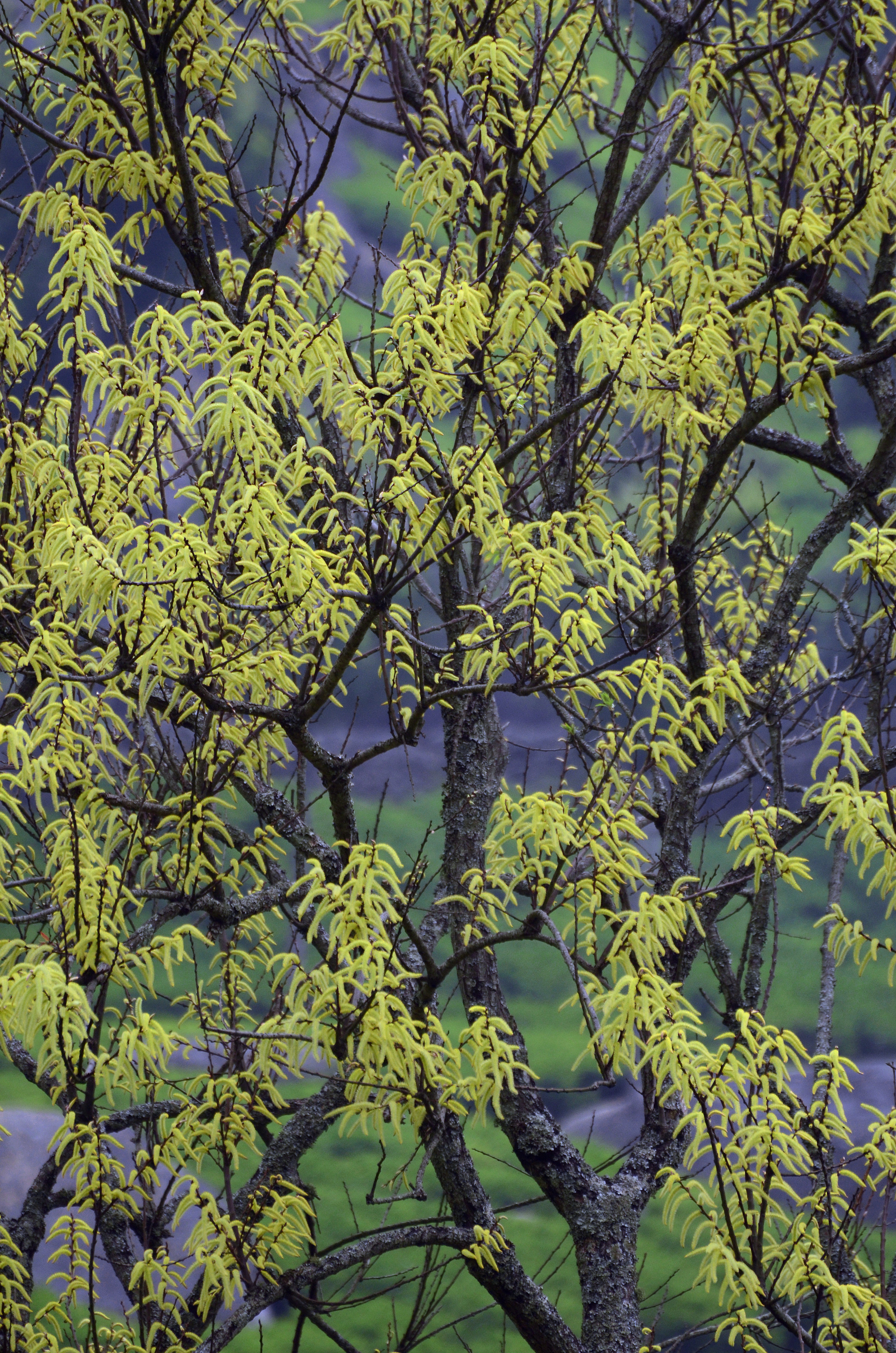
Salix tetrasperma mâle en pleine floraison.